# Mandeville (Eure)
Mandeville település Franciaországban, Eure megyében. Lakosainak száma 343 fő (2022. január 1.). Mandeville Criquebeuf-la-Campagne, Daubeuf-la-Campagne és La Harengère községekkel határos.

## Népesség
A település népességének változása:
| Lakosok száma | 94   | 245  | 258  | 288  | 324  | 327  | 318  | 319  | 317  | 343  |
|               | 1968 | 1982 | 1990 | 2006 | 2013 | 2015 | 2017 | 2019 | 2020 | 2022 |